# Aero L-39 Albatros
L-39 Albatros – odrzutowy samolot szkoleniowy produkcji czechosłowackiej firmy Aero Vodochody, wprowadzony do użytku na przełomie lat sześćdziesiątych i siedemdziesiątych XX wieku, w celu zastąpienia swego poprzednika, Aero L-29 Delfin.
Pierwszy lot samolotu L-39 odbył się 4 listopada 1968 r., a od 1971 wszedł do służby jako samolot szkoleniowy w Związku Radzieckim, Czechosłowacji i innych krajach Układu Warszawskiego (z wyjątkiem Polski). Samolot jest lub był użytkowany przez siły powietrzne ponad trzydziestu krajów, jako samolot służący szkoleniu podstawowemu i zaawansowanemu, a także jako lekki samolot szturmowy.
Typ ten później rozwinięto i produkowano do roku 1999 jako Aero L-59 Super Albatros, a jego najnowszą wersją jest nadal produkowany L-159.

## Wersje

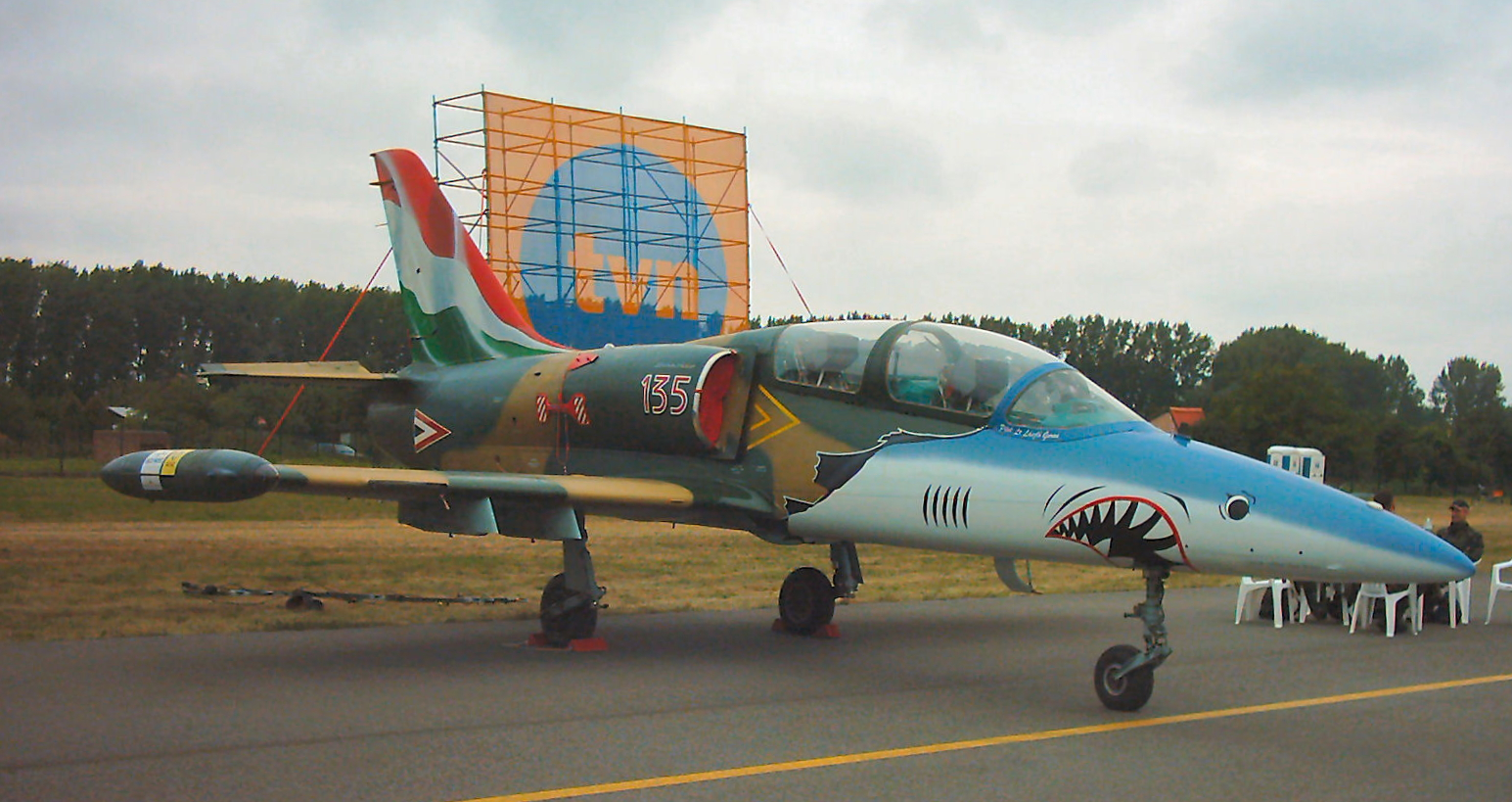
Węgierski Aero L-39ZO Albatros na wystawie Air Show 2007

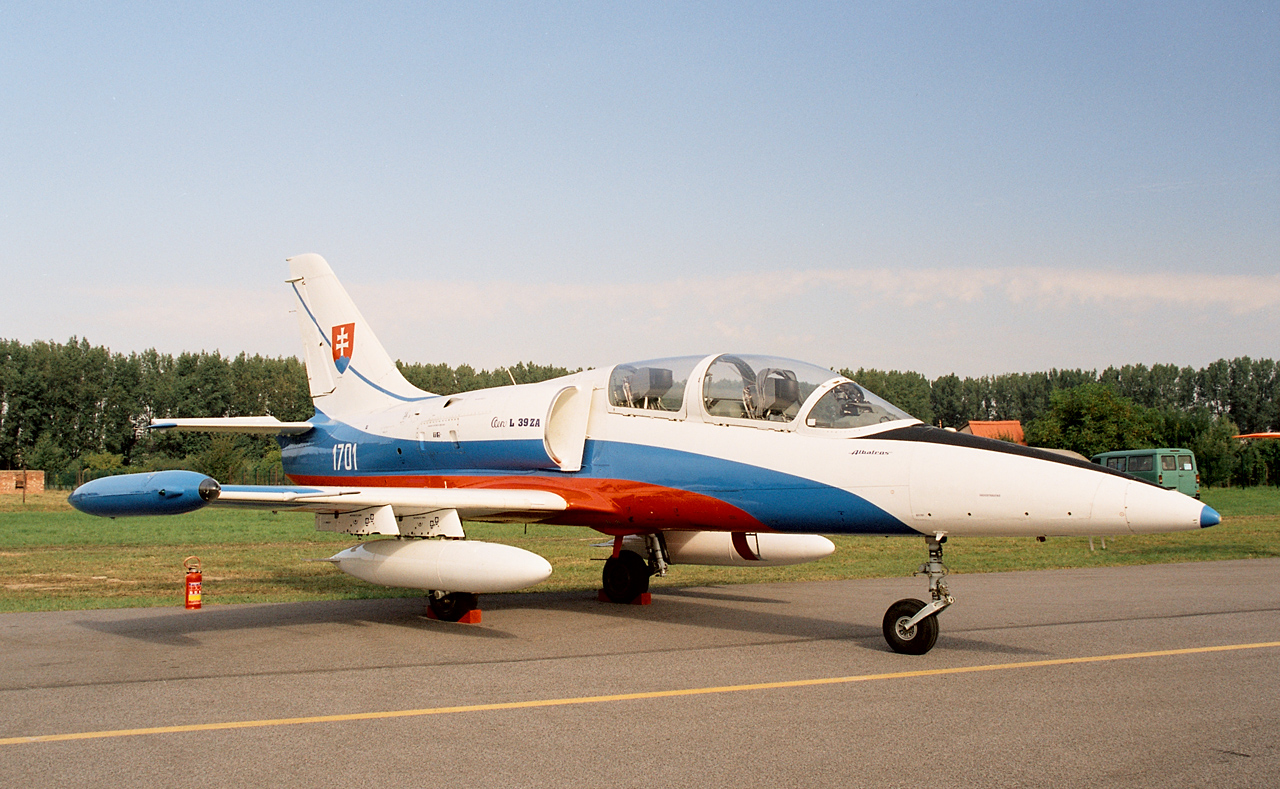
Słowacki Aero L-39ZA na wystawie Radom Air Show 2005

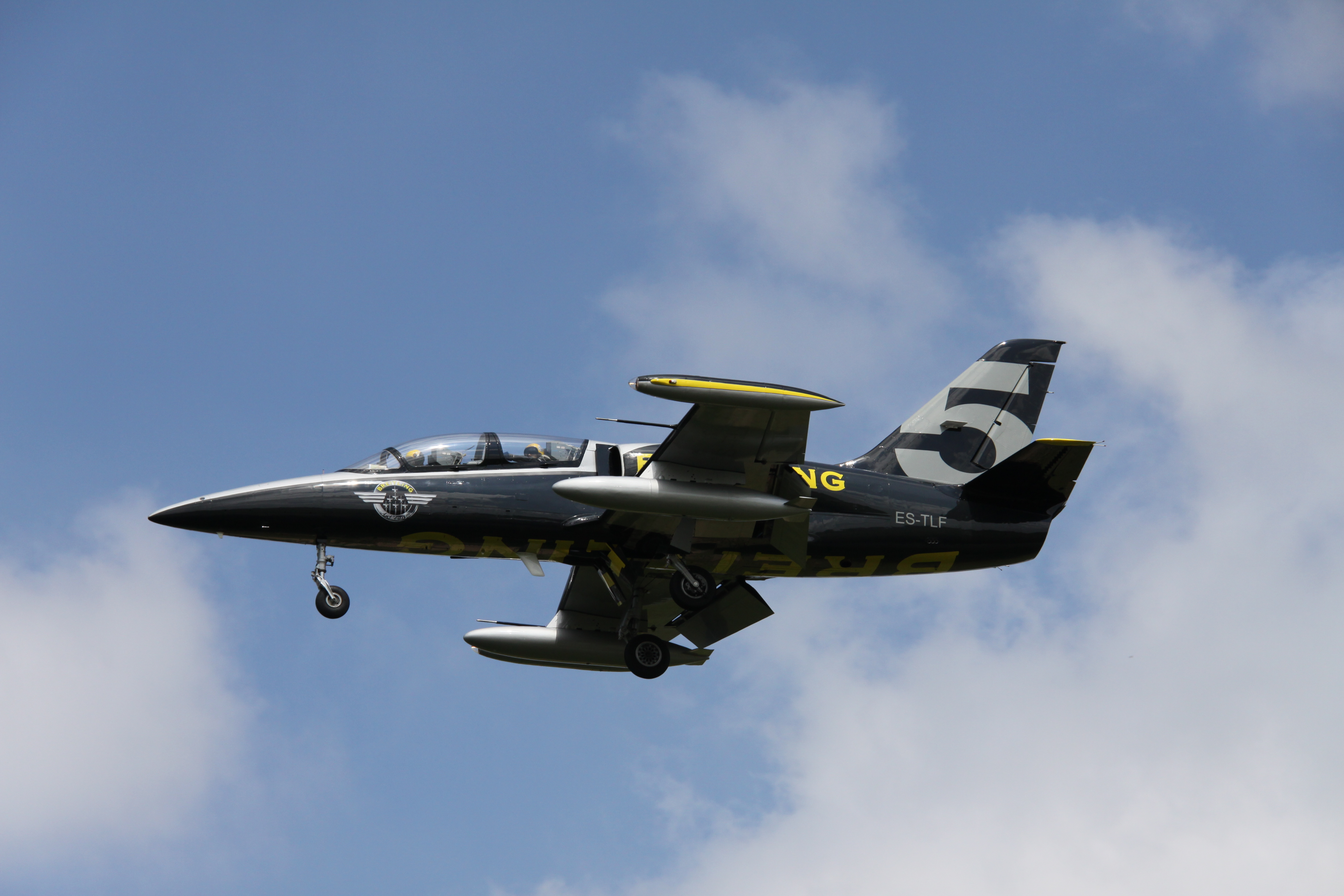
L-39 należący do cywilnej grupy akrobacyjnej Breitling Jet Team. Maszyna nosi nowe malowanie z roku 2010.

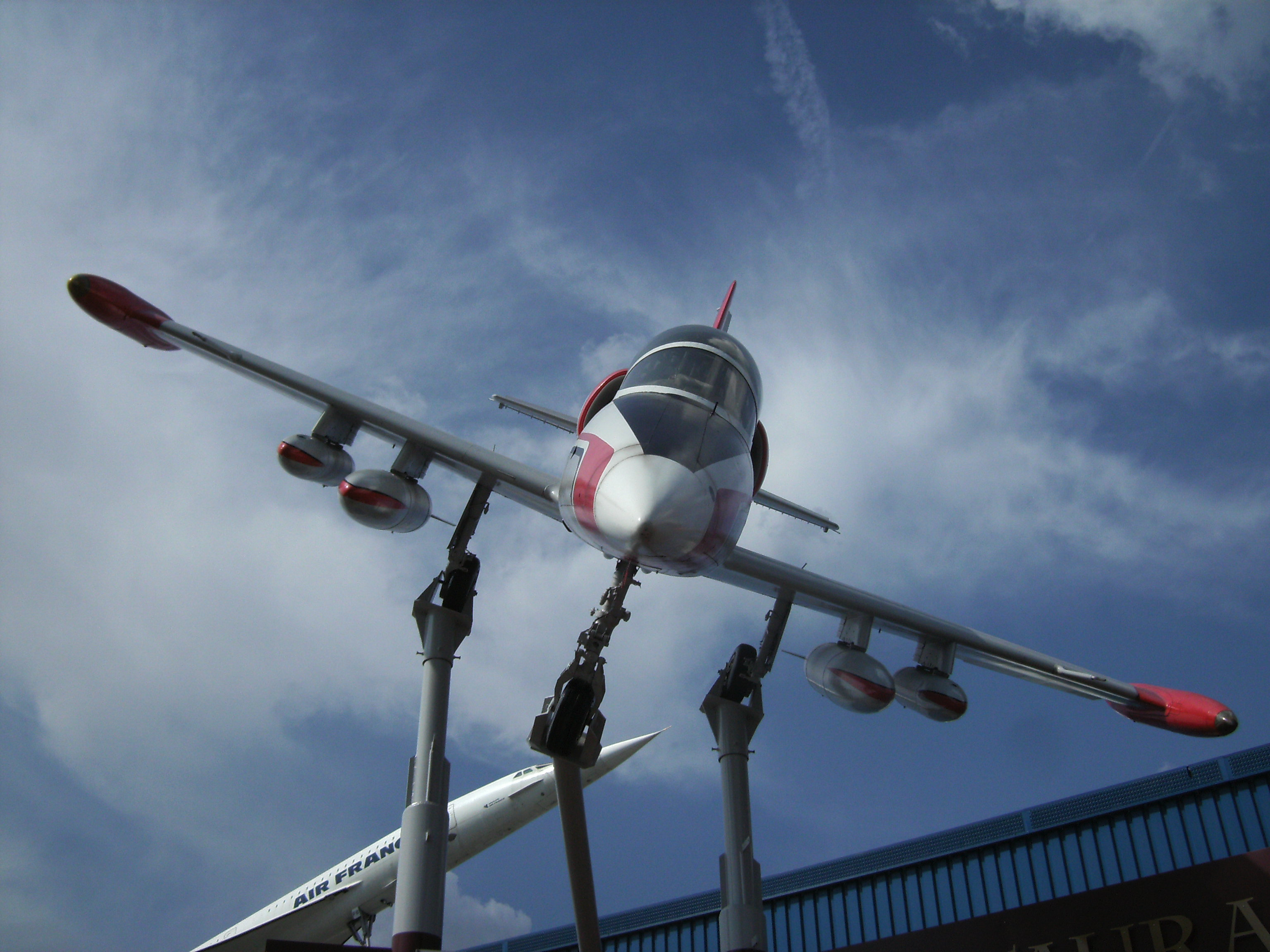
Aero L-39 w Technik Museum Sinsheim

- L-39C – wersja szkolna bez uzbrojenia,
- L-39V – jednoosobowa wersja służąca do holowania sztucznych celów,
- L-39ZO – lekki samolot szturmowy z wzmocnionymi skrzydłami i czterema pylonami na uzbrojenie,
  - L-39ZA – znacznie rozszerzona wersja L-39 ZO, wyposażona w mocniejsze podwozie, mogąca przenosić więcej uzbrojenia, a także posiadająca 23 mm, dwulufowe działko GSz-23L z magazynkiem 150 naboi;
    - L-39Z/ART – tajska wersja z awioniką firmy Elbit,
- L-39NG – maszyna oblatana 14 września 2015 roku[1]. Samolot wyposażony jest w nowy silnik Williams International FJ44-4M o ciągu 16,87 kN. W kabinie umieszczono nowy wielofunkcyjny wyświetlacz ciekłokrystaliczny firmy Genesys Aerosystems i wyświetlacz przyzierny SPEEL Praha. Zmianie uległa konstrukcja skrzydeł. Zrezygnowano z charakterystycznych dla tej maszyny dodatkowych zbiorników paliwa umieszczonych na końcach skrzydeł na rzecz nowych zbiorników umieszczonych wewnątrz skrzydeł. Publicznie maszynę po raz pierwszy zaprezentowano w dniach 19 - 20 września 2015 roku w Ostrawie na odbywających się tam Dniach NATO[2]. 22 grudnia 2018 roku, w powietrze po raz pierwszy wzbiła się wersja L-39NG w ostatecznym wariancie produkcyjnym. Od prototypów różni się konstrukcją osłony kabiny, jednoczęściową w miejsce poprzedniej, dzielonej na trzy. Zmodyfikowanymi wlotami powietrza do silnika oraz nowym płatem z wewnętrznymi zbiornikami paliwa[3]. 18 września 2020 roku, producent wraz ze strategicznym partnerem Omniool, poinformowali o otrzymaniu przez L-39NG certyfikatu typu. Certyfikat został wydany przez Wojskowy Urząd Lotnictwa Ministerstwa Obrony Republiki Czeskiej, jest on akceptowany przez władzę wojskowe wszystkich państw NATO oraz Unii Europejskiej[4]. 15 lutego 2021 roku, czeska grupa inwestycyjna Omnipol, podała do publicznej wiadomości informacje o sprzedaży tuzina maszyn L-39NG do Wietnamu. W ramach zawartego kontraktu, obok dwunastu samolotów, strona czeska zobowiązała się do przeszkolenia wietnamskiego personelu naziemnego i latającego w obsłudze i eksploatacji maszyn oraz dostarczenia części zamiennych, sprzętu do szkolenia naziemnego, wsparcia logistycznego oraz dostawy systemów lotniskowych do obsługi naziemnej[5]. Senegal zakupił w kwietniu 2018 roku cztery egzemplarze lekkich samolotów szkolno-treningowych L-39NG w wersji lekkiej maszyny uderzeniowej[6].
- L-139 – L-39C wyposażony w zachodnią awionikę i silnik Garrett TFE731. Samolot odbył pierwszy lot w roku 1993
- L-159/A – najnowsza wersja Albatrosa nosząca nazwę Alca "Advanced Light Combat Aircraft" stworzony wspólnie przez amerykańskie biura konstrukcyjne m.in. Boeing, samolot otrzymał nowoczesną w pełni elektroniczną awionikę, powiększone zbiorniki paliwa, nowszy i mocniejszy silnik Honeywell F-124-GA-100 oraz nowy radar dopplerowski Galileo Grifo.
- L-159T1/B – wersja L-159A przebudowana z wersji jednomiejscowej na dwumiejscową, tworząc samolot treningu zaawansowanego.

## Użytkownicy samolotu
- Siły Powietrzne Afganistanu (26 x L-39C)
- Siły Powietrzne Bangladeszu (8 x L-39ZA)
- Siły Powietrzne Bułgarii (36 x L-39ZA)
- Siły Powietrzne Czechosłowacji (33 x L-39C, 30 x L-39ZA, 8 x L-39V, 5 x L-39MS)
- Siły Powietrzne Etiopii (24 x L-39C)
- Siły Powietrzne Iraku (22 x L-39C, 59 x L-39ZO)
- Siły Powietrzne Kuby (30 x L-39C)
- Siły Powietrzne Libii (181 x L-39ZO)
- Siły Powietrzne Litwy (4 x L-39C, 12 x L-39ZA)
- Siły Powietrzne Nigerii (24 x L-39ZA)
- Siły Powietrzne NRD (52 x L-39ZO)
- Radzieckie Siły Powietrzne /Rosyjskie Siły Powietrzne(2080 x L-39C)
- Siły Powietrzne Rumunii (32 x L-39ZA)
- Siły Powietrzne Syrii (55 x L-39ZO, 44 x L-39ZA)
- Siły Powietrzne Tajlandii (40 x L-39ZA/ART)
- Siły Powietrzne Węgier
- Siły Powietrzne Wietnamu (24 x L-39C)
- Siły Powietrzne Kirgistanu (4x L-39)
- Stany Zjednoczone (prywatne firmy świadczące usługi dla sił zbrojnych: AirUSA, Draken International, Tactical Air Support, Coastal Defense)[7]